# Clinocera amarilla
Clinocera amarilla är en tvåvingeart som beskrevs av Sinclair 2008. Clinocera amarilla ingår i släktet Clinocera och familjen dansflugor. Inga underarter finns listade i Catalogue of Life.